# Der Bulle von Tölz: Kochkünste
Kochkünste ist ein deutscher Fernsehfilm von Wolfgang F. Henschel aus dem Jahr 2006 nach einem Drehbuch von Ralph Werner. Es ist die 58. Folge der Krimiserie Der Bulle von Tölz mit Ottfried Fischer als Hauptdarsteller in der Rolle des Hauptkommissars Benno Berghammer. Die Erstausstrahlung erfolgte am 11. Januar 2006 auf Sat.1.

## Handlung
Der Restaurantkritiker Kurt Reindl wird von seiner Haushälterin in der Küche tot aufgefunden. Er wurde mit einem Bratenthermometer von hinten erstochen und mit dem Kopf in siedende Bouillabaisse getaucht.
Die Hauptkommissare Benno Berghammer und Sabrina Lorenz stellen fest, dass Reindl sich etliche Feinde gemacht hat, darunter den Spitzenkoch Julian Heuberger, dessen Ruf er ruiniert hat, und die Fernsehköchin Mirella Beck, von der er behauptet hat, sie könne gar nicht kochen und habe im Fernsehen nichts zu suchen. Wie sich außerdem herausstellt, hat sich Reindl durch Erpressung mehrerer Leute aus dem Gastgewerbe ein Zubrot gesichert – wer nicht zahlte, wurde schlecht bewertet.
Sabrina Lorenz findet heraus, dass Felix Gebhardt, der kleinere Arbeiten für Mirella Beck in deren Haus und Garten erledigt und bei einem Feinkostladen als Zusteller arbeitet, am Tag nach dem Mord eine Ringelblumensalbe gekauft hat. Falls er der Täter ist, könnte er sie benötigt haben, um Verbrennungen an den Unterarmen zu behandeln, die er sich beim Eintauchen des Opfers in die heiße Suppe zugezogen haben könnte. Felix Gebhardt sagt, er habe sich bei der Gartenarbeit verletzt, und zur Tatzeit sei er zu Hause gewesen; seine Oma könne das bestätigen.
Binnen weniger Tage wird bei der Fernsehköchin zweimal eingebrochen, doch der erste Einbruch entpuppt sich als Inszenierung durch Mirella Beck und ihren Freund und Manager Alex Kroll, um den Verkauf des neuen Kochbuchs anzukurbeln; der zweite scheint hingegen echt zu sein. Zwischen den beiden Einbrüchen hat Mirella Beck Kommissar Berghammer einmal bekocht; währenddessen hat jemand seine Autoreifen aufgeschlitzt.
Die weiteren Ermittlungen fördern zu Tage, dass Staatssekretär Pollinger sich heimlich mit Mirella Beck in einer Jagdhütte trifft. Es wird gemunkelt, dass sie ihre Kochsendung nur deshalb bekommen hat, weil der Staatssekretär den Programmintendanten des Senders kennt. Pollinger hat versucht, ein Pornovideo aus dem Verkehr zu ziehen, in dem Mirella Beck in jüngeren Jahren die Hauptrolle gespielt hat. Zunächst gehen alle davon aus, dass die Fernsehköchin die heimliche Geliebte des Staatssekretärs ist, doch dieser stellt klar, dass es sich um seine uneheliche Tochter handelt. Pollinger bestätigt, dass Kurt Reindl Mirella mit dem Video erpresst hat.
Als der Staatssekretär beinahe von einem Baum erschlagen wird, tut er es als unglücklichen Zufall ab, weil der Wald gerade ausgeholzt wird, doch die Kommissare gehen von Absicht aus. Benno Berghammer meint, es müsse einen Zusammenhang zwischen Reindls Tod und dem Attentat auf Pollinger geben. Seine Kollegin tippt auf jemanden, der wegen Mirella Beck eifersüchtig ist. Sie sind sich einig, dass es jemand sein muss, der sie abgöttisch liebt. Ihr heißester Kandidat ist Felix Gebhardt. In seinem Bastelkeller finden sie Videoaufzeichnungen, die Mirella Beck in Gesellschaft mit verschiedenen Männern zeigen. Außerdem entdeckt Benno Berghammer das Video, mit dem Kurt Reindl die Fernsehköchin erpresst hat. Er steckt es ein und macht sich mit Sabrina Lorenz auf den Weg zu Julian Heubergers Restaurant, von wo gerade Mirella Becks 50. Kochshow live gesendet wird. Resi Berghammer darf der Köchin dabei zur Hand gehen und nutzt die Gelegenheit, kräftig die Werbetrommel für ihre Pension zu rühren. Bei einer Filmeinspielung geht anstelle des angekündigten Spaziergangs über den Viktualienmarkt das beschlagnahmte Pornovideo auf Sendung. Felix Gebhardt rastet aus, bedroht Mirella Beck mit einem Messer und zwingt sie, ins Auto einzusteigen. Beim Wegfahren merkt er, dass die Reifen zerstochen sind, und fordert ein vollgetanktes Fluchtauto. Als Benno Berghammer ihm sagt, dass Staatssekretär Pollinger, den er beinahe getötet hätte, Mirellas Vater ist, gibt Felix Gebhardt auf und lässt das Messer fallen.

## Hintergrund
Die Dreharbeiten wurden in Bad Tölz durchgeführt; als Schauplatz für die „Pension Resi“ diente das Hollerhaus Irschenhausen.
Nach dieser Folge gab Katerina Jacob, die zehn Jahre lang die Hauptkommissarin Sabrina Lorenz gespielt hatte, ihren Ausstieg aus der Serie bekannt, weil der Fernsehsender Sat.1 ihr weder andere Rollen angeboten habe noch ihren höheren Gagenforderungen entgegengekommen sei.

## Kritik
Die Programmzeitschrift TV Spielfilm schreibt: „Zehn Bullen-Jahre sind genug, dachte sich Katerina Jacob und stieg nach diesem Fall aus.“ Fazit: „Ein Krimi-Knödel ohne rechten Biss.“